# ترامونتانا (سيارة رياضية)
ترامونتانا, (بالإنجليزية: Tramontana)‏, هيّ سيارة رياضية إسبانية.
بُنيت من قبل مُصمم السيارات ترامونتانا وسُميت على اسمه في بالاو دي سانتا إيولاليا، جرندة، منطقة كتالونيا، إسبانيا. وتكاليفها 500،000 € أو أكثر.
عُرِضت أول مرة على الملأ عام 2005 في معرض جُنيف للسيارات, سرعتها توازي 530 كيلو و710 حصان وأقصى سرعة لها 325 كلم / ساعة (202 ميلاً في الساعة) وتَستطيع أن تبلغ 0-100 كلم / ساعة في غضون 3.6 ثانية وتزن 1،268 كجم (2795 £).
يَتم تصنيع منها 12 سيارة فقط في السنة وفي عام 2009 قَدم ترامونتانا نموذجاً أعلى مِن السيارة سموها ترامونتانا آر.